# 颗粒仿权位蟹
颗粒仿权位蟹（学名：Medaeops granulosus）为扇蟹科仿权位蟹属的动物。分布于日本、朝鲜、澳大利亚、丹老群岛、马达斑湾、红海、南非以及中国大陆的广东等地，生活环境为海水，常栖息于低潮线下的岩石滩上。